# Баба Нягрэ
Баба Нягрэ (рум. Baba Neagră, в переводе с румынского — «чёрная бабка») — традиционный десерт молдавской кухни, широко известный в северных регионах Республики Молдова. Блюдо отличается насыщенным тёмным цветом, пористой структурой и мягкой текстурой, напоминающей карамелизированную запеканку. Основу рецепта составляют простые ингредиенты: яйца, кефир, сахар, мука и сода.
Особенность блюда заключается в продолжительном процессе выпекания, при котором сода, реагируя с кисломолочными продуктами, придаёт десерту уникальный тёмный оттенок и характерный вкус.

## История

### Происхождение блюда
Исторические корни бабки нягрэ уходят в традиции монастырской кухни. Первые упоминания рецептов, схожих с бабой нягрэ, встречаются в «Книге благородной кухни» (Carte de bucate boierești), изданной в Яссах в 1841 году Михаилом Когэлничану и Костаке Негруцци. В книге описаны несколько вариаций блюда, известных как Babe fără lapte и Babe opărite. Блюдо традиционно готовилось в деревнях, особенно после выпекания хлеба в дровяных печах. Баба нягрэ стала символом деревенской кухни и передавалась из поколения в поколение.

### Эволюция рецепта
С развитием технологий и доступностью новых ингредиентов рецепт бабки нягрэ изменялся. В некоторых районах добавляли мёд, орехи или алкоголь, чтобы улучшить текстуру и вкус. Кроме того, были разработаны постные версии, исключающие молочные продукты и яйца, что позволило включить десерт в религиозные обряды и соблюдать строгий пост. Рецепты варьируются в зависимости от региона, что позволяет блюду сохранять свою универсальность и уникальность.

### Легенда
Когда-то феи-волшебницы не только исполняли людские желания, но и предсказывали будущее, вмешиваясь в судьбы всех существ. Их отношение к людям определяло, будут ли те счастливы или несчастны. Молодые, прекрасные феи носили белые шёлковые наряды, а старые и ворчливые предпочитали мрачные чёрные платья, покрытые пеплом. Феи могли дарить счастье или наказывать, руководствуясь собственным настроением, порой переворачивая все с ног на голову. Следы их присутствия сохранились в нашем мире и сегодня.
Рассказывают, что в одной деревне жила старушка со своей внучкой. Родители девочки рано ушли из жизни, и бабушка стала для неё всем: учителем, защитницей, наставником. Девочка была кроткой, как молитва, и доброй, как воскресный день, но молчаливой. Она понимала всё, что происходило вокруг, но предпочитала не вступать в разговоры, храня тишину. Никто никогда не слышал её голоса.
Бабушка оберегала внучку и передавала ей свои знания: она умела лечить травами, помогала в родах, знала секреты полевых и лесных растений. В деревне её очень уважали, ведь она помогала и в радости, и в горе. На свадьбах, крестинах или поминках её кулинарные таланты поражали всех: от выпечки хлеба до приготовления сармале, мясных блюд и плацинды. Девочка усердно училась у бабушки, помогая ей во всем, но продолжала хранить молчание.
Однажды бабушка попросила внучку отправиться в Заколдованную Долину, чтобы собрать цветы бузины и жасмина. Это место, окружённое тайнами, находилось посреди леса. Девочка часто бывала там за травами и цветами, но в этот раз, добравшись до поляны, услышала необычный зов, похожий на шорох ветра или листвы. Хотя обычно она была осторожна, на этот раз уступила и пошла на звук. Она не знала, что в конце апреля феи собираются в уединённых местах, чтобы танцевать, петь и творить волшебство. Только чистая и непорочная душа могла увидеть их ритуал.
Спрятавшись, девочка наблюдала, как феи в венках из цветов собираются вокруг старой волшебницы в чёрном. Каждая принесла дар для особого пирога: яйца Жар-Птицы, масло мирры, молоко Млечного Пути, белый мёд серебряных пчёл и муку из плодов земли. Под чутким руководством старой волшебницы феи смешивали ингредиенты, наделяя тесто сладостью, нежностью, и волшебными свойствами. Когда пирог испёкся, его аромат наполнил поляну бесподобным волшебством.
Но девочка нечаянно пошевелилась, и феи заметили её. Старшая волшебница поняла, что это было предначертано судьбой. Чистота её души позволила узнать тайну. За молчание и послушание девочке вручили секрет выпечки чудесного пирога, который мог сделать людей чуть счастливее, искреннее и добрее.
С тех пор молдаване начали готовить удивительный десерт — «Чёрная бабушка» (Баба нягрэ). Удивительно, что всё, из чего он готовится, изначально белое, но в процессе превращается в насыщенный тёмный, почти чёрный пирог.

## Культурное значение и традиции

### Символическое значение
Баба нягрэ — символ гостеприимства и щедрости молдавского народа. Блюдо занимает центральное место на праздничных столах в таких мероприятиях, как свадьбы, крестины, поминки и семейные торжества. В некоторых регионах десерт подаётся вместе с бабой альбэ (Baba Albă), сладкой запеканкой из макарон. Это сочетание символизирует гармонию и изобилие.
- Баба нягрэ на свадьбах представляет жениха, а баба албэ невесту.
- Молдаванка Марина Лука, работающая шеф-кондитером в ресторане в Швейцарии сообщила, что «бабэ нягрэ» могут включить в список нематериального культурного наследия ЮНЕСКО.
- 7 сентября 2024 года в Молдове проводился этногастрономический фестиваль «Вaba neagră de la nord».

### Религиозные традиции
В религиозных обрядах баба нягрэ используется как часть праздничных трапез. Постные версии блюда подаются в строгие периоды церковного календаря, такие как Великий пост.

## Пищевая ценность
|                 |            | % от РСП |
| Калорийность    | 273.9 ккал | 18.08 %  |
| Белки           | 5.8 г      | 6.37 %   |
| Жиры            | 15.3 г     | 23.18 %  |
| Углеводы        | 27.2 г     | 19.71 %  |
| Пищевые волокна | 0.5 г      | 2.5 %    |
| Вода            | 50.1 г     | 1.86 %   |

## Распространение
Наибольшая популярность бабки нягрэ наблюдается в северных районах Молдовы: Бричень, Дрокия, Сорока, Шолдэнешть, Рышкань, Дондушень и Единцы. Блюдо также распространено в румынской, украинской, греческой и польской кухнях, где рецепты адаптировались к местным кулинарным традициям.

## Рецепты и технология приготовления

### Классический рецепт
Классический рецепт включает традиционные ингредиенты и требует соблюдения строгой последовательности действий.
- Яйца — 10 шт.
- Сахар — 300 г
- Кефир — 250 мл
- Молоко — 500 мл
- Масло растительное — 250 мл
- Мука — 2 стакана
- Сода — 1,5 ст. л.
- Ваниль — по вкусу
- Водка — 25 мл

Процесс приготовления:
1. Взбить яйца с сахаром до густой массы.
2. Постепенно добавить кефир, молоко, масло и ваниль.
3. Смешать муку с содой и аккуратно ввести в жидкую смесь.
4. Вылить тесто в толстостенную форму, застеленную пергаментом, и обернуть фольгой.
5. Выпекать при 200 °C в течение 2 часов, затем уменьшить температуру до 150 °C и продолжать выпекать ещё 1 час.

### Постный рецепт
Постный вариант бабки нягрэ адаптирован для строгих религиозных обычаев.
- Компот — 4 стакана
- Варенье — 5 ст. л.
- Орехи (молотые) — 4 стакана
- Мука — 4 стакана
- Сода — 1 ст. л. (гашёная уксусом)

Процесс приготовления:
1. Смешать компот с вареньем и орехами.
2. Постепенно добавить муку и гашёную соду.
3. Выпекать при 180 °C в течение 2-3 часов.